# Forte de São Jorge Velho
O Forte de São Jorge Velho localizava-se no istmo de areia que liga a cidade do Recife a Olinda, ao sul desta última, no litoral do atual estado de Pernambuco, no Brasil.

## História
A estrutura denominada de Forte de São Jorge por SOUZA (1885), conforme o histórico descrito será o Forte Novo de São Jorge (ver Forte de São João Batista do Brum). Embora confusas ambas as estruturas (Forte Velho e Forte Novo de São Jorge), o mesmo autor remonta o Forte de São Jorge (neste caso, o Forte Velho) a uma trincheira portuguesa conquistada pelo corsário inglês James Lancaster e retomada um mês mais tarde, em Maio de 1595, quando foi reconstruída "com mais solidez" (op. cit., p. 82-83).
GARRIDO (1940) aprofunda a divergência, quando admite as três estruturas:
- o Forte Velho de São Jorge (citando GALANTI) - que denomina de Fortim do Bom Jesus, localizando-o próximo à Guarita de João Alberto (João de Albuquerque, cf. SOUZA, 1885:82) e sobre cujos vestígios teria sido erguido o Forte de Santo Antônio do Buraco (Forte de Madame Bruyne) (op. cit., p. 66);
- o Forte Novo de São Jorge - que remonta à trincheira tomada por Lancaster em 1695, que teria sido transformada em Fortim por Matias de Albuquerque em 1629, conquistada por forças neerlandesas em 1630, e por estes denominado de Forte Sanct-Joris (op. cit., p. 66);
- a Fortaleza de São João Batista do Brum - iniciada em 1626 (1629?) por Diogo Paes e concluída pelas forças neerlandesas (op. cit., p. 69-71).

BARRETTO (1958) denomina esta estrutura como Fortim de São Jorge Velho, remontando-o a 1590, tendo sido sucedido, posteriormente, pelo Forte de Santo Antônio do Buraco (Forte de Madame Bruyne). O mesmo autor prossegue, referindo que, à época da invasão neerlandesa (1630), esta estrutura encontrava-se em ruínas e a sua demolição foi ordenada pelo Superintendente da Guerra da Capitania de Pernambuco, Matias de Albuquerque (c. 1590-1647), devendo o seu material e armamento serem aproveitados para a construção do novo Forte de São Jorge (op. cit., p. 143).
Encontra-se figurado por João Teixeira Albernaz, o velho no mapa do Recife e Olinda como "E - O forte velho que junta a terra" (Livro que dá Razão do Estado do Brazil, c. 1616. Biblioteca Pública Municipal do Porto).
De acordo com as fontes neerlandesas coevas, materializada a invasão em Fevereiro de 1630, o Forte Velho de São Jorge, em alvenaria de pedra, que os neerlandeses denominaram de Castelo de Terra, junto com o Forte de São Francisco (o Castelo do Mar), que lhe era fronteiro e com quem cruzava fogos, foram os únicos a oferecer resistência. Com as muralhas arrasadas pela artilharia inimiga, o seu comandante, Capitão Antônio de Lima, capitulou, com honras militares, a 2 de Março de 1630 (SOUZA, 1885:82-83).
O francês MOREAU (1979), assim descreve a sua conquista:
"(...) [Cientes da tomada de Olinda, os ricos comerciantes de Amsterdão] despacharam logo outros navios que, mal chegaram, se juntaram às primeiras tropas e foram atacar um forte de pedra distanciado da cidade de Olinda uns três quartos de légua, situado sobre um dique [o istmo de areia que liga Recife a Olinda], ou melhor, uma ilha de uma légua de comprimento e quinhentos passos de largura, entre a terra firme e esta rocha comprida e larga [o recife de pedra] que borda toda a costa do Brasil, a um tiro de mosquete em direção ao mar."
Ocupado, foi batizado pelos invasores de Forte Sanct Joris (GARRIDO, 1940:66). Figura nos mapas de Frans Post (1612-1680) da Ilha de Antônio Vaz (1637), e de Mauritiopolis (1645. Biblioteca Nacional do Brasil, Rio de Janeiro), e no mapa "A Cidade Maurícia em 1644", de Cornelis Golijath (in: BARLÉU, Gaspar. História dos feitos recentemente praticados no Brasil. Amsterdã, 1647).
Sobre esta estrutura, Maurício de Nassau, no seu "Breve Discurso" de 14 de Janeiro de 1638, sob o tópico "Fortificações", reporta:
"Fora do Recife encontra-se primeiro o velho castelo denominado São Jorge. Achando-se este castelo muito arruinado, os administradores do hospital pediram-no para servir de enfermaria, com promessa de repararem-no interiormente e conservarem-no à sua custa, utilizando-se dele até que seja necessário ao serviço militar e à defesa do Recife, o que resolvemos conceder-lhe para poupar despesas à Companhia, e porque este castelo é atualmente inútil, e sê-lo-á talvez também para o futuro. Contudo ficaram aí todas as peças."
O "Relatório sobre o estado das Capitanias conquistadas no Brasil", de autoria de Adriano do Dussen, datado de 4 de Abril de 1640, complementa:
"À distância de dois tiros de mosquete do Recife, em direção à cidade de Olinda, pelo istmo, está o Castelo de São Jorge, feito de pedra, tendo do lado da cidade de Olinda um baluarte e um meio-baluarte, de construção elevada e no qual estão 13 peças de ferro, 1 de 12 libras, 1 de 9 lb, 6 de 6 lb, 3 de 5 lb, 1 de 4 lb, 1 de 3 lb; domina o istmo e a barra."
BARLÉU (1974) transcreve a informação: "(...) A dois tiros de mosquete do Recife, no caminho de Olinda, mesmo na costa, surge, num cimo bastante alto, o Forte de São Jorge, feito de pedra e resguardado por um bastião de mármore e assentando treze bocas de fogo contra a entrada do porto." (op. cit, p. 142)
MOREAU (1979), acerca do período entre 1646-48, ratifica, complementando: "(...) há sobre o dique [o recife de pedra], também, um bom forte de pedra, que serve como hospital e onde, pelo menos, há sempre uma companhia de guarda, três baterias de quatro canhões dominando o dique, o porto e o rio salgado."
Abandonado posteriormente, o material de suas ruínas foi aproveitado para a restauração do Forte de São João Batista do Brum (1667). No seu local foi erguida a Igreja de Nossa Senhora do Pilar (GARRIDO, 1940:66).